# Edvardas Adamkavičius

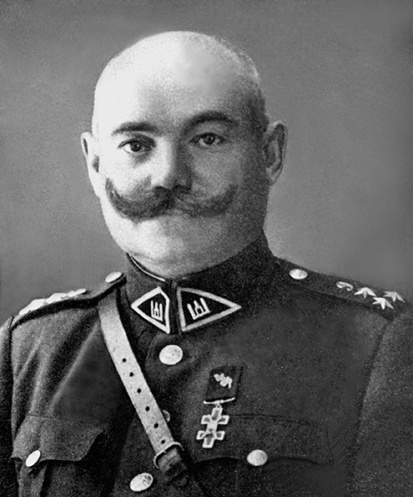
Edvardas Adamkavičius, ~1930

Edvardas Adamkavičius (* 30. März 1888 in Pikeliai, Kreis Mažeikiai; † 10. Mai 1957 in Worcester) war ein litauischer General in der Zwischenkriegszeit mit dem Rang eines Divisionsgenerals.
1912 bis 1918 diente er in der russischen Armee, wo er 1914 die Petersburger Militärschule absolvierte. Am 23. Oktober 1918 wechselte er zur neu gegründeten Litauischen Armee. 1919 war er kurzzeitig Chef des Generalstabs. Dann führte er verschiedene Einheiten, zunächst ein Bataillon, Regiment und, nachdem er 1930 eine Militärakademie absolviert hatte, Divisionen. Im Verlauf seiner Karriere war er an militärischen Auseinandersetzungen gegen die Rote Armee und gegen polnische Truppen beteiligt.
Am 25. November 1939 war Edvardas Adamkevičius ein Vertreter der Republik Litauen bei der offiziellen Begrüßung der okkupierenden Roten Armee in Paneriai, wobei die Sowjetunion durch N. Pozdniakow, die Divisionskommandanten Jeriomin und Korobkov sowie den Militärattaché Korotkich vertreten war. Nach der Angliederung Litauens an die UdSSR, wurde Adamkevičius in die Reserve versetzt. 1944 floh er mit der abrückenden Wehrmacht nach Deutschland und emigrierte 1949 in die USA, wo er am 10. Mai 1957 starb.